# Käringahöljen
Käringahöljen är en sjö i Falkenbergs kommun i Västergötland och ingår i Ätrans huvudavrinningsområde.